# Liste des routes nationales de la Pologne
Cet article liste les routes nationales de Pologne (en polonais : Drogi krajowe w Polsce).
Les routes sont sous la responsabilité de la Direction générale des routes et autoroutes nationales (pl).

## Liste des routes nationales
Le réseau routier national polonais comprend les routes suivantes, au 3 avril 2024 :
La longueur totale des routes nationales est de 2 694 kilomètres.
| Numéro                   | Route |
| ------------------------ | --- |
| Route nationale 1        | (Pruszcz Gdański) – Grudziądz – Toruń – Włocławek – Łódź – Piotrków Trybunalski – Częstochowa – Pyrzowice – Piekary Śląskie – Bytom – Gliwice – Żory – Gorzyczki – Tchécoslovaquie Pyrzowice ("Pyrzowice" Echangeur) – Podwarpie (Carrefour "Podwarpie") – Dąbrowa Górnicza – Tychy – Bielsko-Biała – Żywiec – Laliki – Zwardoń – Slovaquie |
| Route nationale 2        | Allemagne – Świecko – Rzepin – Poznań – Konin – Łódź – Warsaw – Mińsk Mazowiecki – Siedlce – Międzyrzec Podlaski – Biała Podlaska – Terespol – Biélorussie |
| Route nationale 3        | Świnoujście – Szczecin – Gorzów Wielkopolski – Zielona Góra – Lubin – Legnica – Bolków – Jelenia Góra – Jakuszyce (pl) – Tchécoslovaquie ("Carrefour Kamienna Góra" ) – Lubawka |
| Route nationale 4        | Allemagne – Jędrzychowice – "Carrefour Zgorzelec" – Krzyżowa – Wrocław – Prądy – Nogowczyce – Gliwice – Katowice – Chrzanów – Kraków – Tarnów – Dębica – Rzeszów – Jarosław – Radymno – Korczowa – Ukraine |
| Route nationale 5        | ("Nowe Marzy" Echangeur) – Świecie – Bydgoszcz – Gniezno – Poznań ("Poznań Wschód" Echangeur – "Poznań Zachód" Echangeur) – Leszno – Wrocław – Kostomłoty – Dobromierz – Bolków – Kamienna Góra ("Ostróda Południe" Echangeur) – (Wirwajdy) |
| Route nationale 6        | Allemagne – Kołbaskowo – Szczecin – Goleniów – Płoty – Kołobrzeg – Koszalin – Karwice – Słupsk – Lębork – Szemud – Gdynia – Gdańsk – Straszyn – Łęgowo |
| Route nationale 7        | Gdynia (crossing with Morska Street) – ("Gdynia Wielki Kack" Echangeur) – … – (Żukowo) – Gdańsk – Elbląg – Ostróda – Olsztynek – Płońsk – Warsaw – Janki – Grójec – Radom – Kielce – Miechów (Carrefour "Miechów") – … – (Miechów) – Kraków – Myślenice – Rabka-Zdrój – Chyżne – Slovaquie Warsaw ("Warszawa Lotnisko" Echangeur) – Lesznowola Tarczyn (Carrefour "Tarczyn Północ") – "Tarczyn Południe" Carrefour Kraków ("Kraków Nowa Huta" Carrefour – "Kraków Bieżanów" Echangeur) |
| Route nationale 8        | Tchécoslovaquie – Kudowa-Zdrój – Kłodzko – Ząbkowice Śląskie – Wrocław – Oleśnica – Syców – Kępno – Złoczew – Sieradz – ("Łódź Południe" Echangeur) – Piotrków Trybunalski – Rawa Mazowiecka – Varsovie – Radzymin – Wyszków – Ostrów Mazowiecka – Zambrów – Białystok – Korycin – Augustów – Raczki (Carrefour "Raczki") |
| Route nationale 9        | Radom – Iłża – Ostrowiec Świętokrzyski – Opatów – Lipnik – Klimontów – Łoniów – Nagnajów – Kolbuszowa – Głogów Małopolski – Rzeszów ("Rzeszów Północ" Carrefour) |
| Route nationale 10       | Allemagne – Lubieszyn – Szczecin – Stargard – Wałcz – Piła – ("Bydgoszcz Zachód" Echangeur – "Bydgoszcz Błonie" Carrefour) – Wypaleniska (pl)– Przyłubie – Toruń – Lipno – Sierpc – Drobin – Płońsk |
| Route nationale 11       | Kołobrzeg – ("Kołobrzeg Wschód" Carrefour) – Koszalin – Bobolice – Szczecinek – Podgaje – Piła – Ujście – Chodzież – Oborniki – Poznań – Kórnik – Jarocin – Pleszew – Ostrów Wielkopolski – Ostrzeszów – Kępno – Kluczbork – Lubliniec – Tworóg – Bytom |
| Route nationale 12       | Allemagne – Łęknica – Żary – Żagań – Szprotawa – Przemków – Radwanice – (Drożów) – Głogów – Szlichtyngowa – Wschowa – Leszno – Gostyń – Jarocin – Pleszew – Kalisz – Błaszki – Sieradz – Łask – Rzgów – Piotrków Trybunalski – Sulejów – Opoczno – Przysucha – Radom – Zwoleń – Puławy – Kurów – Lublin – Piaski – Chełm – Dorohusk – Ukraine |
| Route nationale 13       | Szczecin – Kołbaskowo – Rosówek – Allemagne |
| Route nationale 14       | (Łowicz) – ("Stryków" Carrefour – "Emilia" Carrefour) – Zgierz – Łódź – Dobroń – ("Róża" Echangeur) ("Stryków" Carrefour) – Łódź – ("Łódź Lublinek" Carrefour) |
| Route nationale 15       | Trzebnica – Milicz – Krotoszyn – Jarocin – Miąskowo – Miłosław – Września – Gniezno – … – Trzemeszno – Wylatowo – Strzelno – Inowrocław – Toruń – Brodnica – Lubawa – ("Ostróda Zachód" Carrefour) |
| Route nationale 16       | (Dolna Grupa) – Grudziądz – Iława – (Wirwajdy) – … – ("Ostróda Południe" Echangeur) – Olsztyn – Mrągowo – Ełk – Augustów – Pomorze – Poćkuny – Ogrodniki – Lithuanie |
| Route nationale 17       | Warsaw (Zakręt) – Garwolin – Ryki – Kurów – Lublin – Piaski – Krasnystaw – Zamość – Tomaszów Lubelski – Hrebenne (Tomaszów Lubelski) – Ukraine |
| A18 autostrada (Pologne) | Allemagne – Olszyna – Golnice – Krzyżowa |
| Route nationale 19       | Biélorussie – Kuźnica – Białystok – Siemiatycze – Międzyrzec Podlaski – Kock – Lubartów – Lublin – Kraśnik – Janów Lubelski – Nisko – Sokołów Małopolski – Rzeszów – Babica – Lutcza – Domaradz – Miejsce Piastowe – Dukla – Barwinek – Slovaquie Świlcza ("Świlcza" Carrefour) – Kielanówka ("Rzeszów Południe" Carrefour) |
| Route nationale 20       | ("Stargard Wschód" Carrefour) – Stargard – Chociwel – Węgorzyno – Drawsko Pomorskie – Czaplinek – Szczecinek – Biały Bór – Miastko – Bytów – Kościerzyna – Żukowo – ("Chwaszczyno" Echangeur) |
| Route nationale 21       | Miastko – Suchorze – Słupsk – Ustka |
| Route nationale 22       | Allemagne – Kostrzyn – Wałdowice – Gorzów Wielkopolski – Wałcz – Człuchów – Chojnice – Starogard Gdański – Czarlin – Malbork – Stare Pole – Elbląg – Chruściel – Grzechotki – Russie |
| Route nationale 23       | Myślibórz – Dębno – Sarbinowo |
| Route nationale 24       | Pniewy – Gorzyń – Skwierzyna – Wałdowice |
| Route nationale 25       | Bobolice – Biały Bór – Człuchów – Sępólno Krajeńskie – Koronowo – Bydgoszcz ("Bydgoszcz Opławiec" Carrefour – "Bydgoszcz Południe" Carrefour) – Inowrocław – Strzelno – Ślesin – Konin – Kalisz – Ostrów Wielkopolski – Antonin – ("Oleśnica Północ" Carrefour) |
| Route nationale 26       | Allemagne – Krajnik Dolny – Chojna – Myślibórz – ("Myślibórz" Carrefour) |
| Route nationale 27       | Allemagne – Przewóz – Żary – Zielona Góra |
| Route nationale 28       | (Zator) – Wadowice – Rabka-Zdrój – Limanowa – Nowy Sącz – Gorlice – Jasło – Krosno – Sanok – Kuźmina – Bircza – Przemyśl – Medyka – Ukraine |
| Route nationale 29       | Allemagne – Słubice – (Krosno Odrzańskie) |
| Route nationale 30       | ("Zgorzelec" Carrefour) – Lubań – Gryfów Śląski – Pasiecznik – Jelenia Góra |
| Route nationale 31       | Szczecin – Gryfino – Chojna – Sarbinowo – Kostrzyn – Słubice |
| Route nationale 32       | Allemagne – Gubinek – Połupin – Zielona Góra – Sulechów – Wolsztyn – ("Stęszew" Carrefour) |
| Route nationale 33       | Kłodzko – Międzylesie – Boboszów – Tchécoslovaquie |
| Route nationale 34       | Świebodzice – Dobromierz |
| Route nationale 35       | Tchécoslovaquie – Golińsk – Mieroszów – Wałbrzych – Świebodzice – Świdnica – ("Bielany Wrocławskie" Carrefour) |
| Route nationale 36       | Prochowice – Lubin – Ścinawa – Wińsko – Załęcze – Rawicz – Krotoszyn – Ostrów Wielkopolski – ("Ostrów Wlkp. Północ" Carrefour) |
| Route nationale 37       | Darłowo – (Karwice) |
| Route nationale 38       | Tchécoslovaquie – Pietrowice – Głubczyce – (Reńska Wieś) |
| Route nationale 39       | Łagiewniki – Strzelin – Biedrzychów – Owczary – Brzeg – Namysłów – Baranów |
| Route nationale 40       | Tchécoslovaquie – Głuchołazy – Prudnik – Kędzierzyn-Koźle – Pyskowice |
| Route nationale 41       | (Nysa) – Prudnik – Trzebina – Tchécoslovaquie |
| Route nationale 42       | Namysłów – Kluczbork – Praszka – Rudniki – Działoszyn – Pajęczno – Nowa Brzeźnica – Radomsko – Przedbórz – Ruda Maleniecka – Końskie – Skarżysko-Kamienna – Rudnik |
| Route nationale 43       | (Wieluń) – Rudniki – Kłobuck – Częstochowa |
| Route nationale 44       | Gliwice – Mikołów – Tychy – Oświęcim – Zator – Skawina – (Kraków) |
| Route nationale 45       | (Zabełków) – Krzyżanowice – Racibórz – Krapkowice – Opole – Kluczbork – Praszka – Wieluń – ("Złoczew" Carrefour) |
| Route nationale 46       | (Kłodzko) – Nysa – Opole – Ozimek – Lubliniec – Blachownia – Częstochowa – Janów – Szczekociny |
| Route nationale 47       | ("Zabornia" Carrefour) – Rabka-Zdrój – Nowy Targ – Zakopane |
| Route nationale 48       | ("Tomaszów Maz. Centrum" Carrefour) – Tomaszów Mazowiecki – Inowłódz – Potworów – Białobrzegi – Głowaczów – Kozienice – Dęblin – Moszczanka – ("Kock Północ" Carrefour) |
| Route nationale 49       | (Nowy Targ) – Czarna Góra – Jurgów – Slovaquie |
| Route nationale 50       | Ciechanów – Płońsk – Wyszogród – Sochaczew – Mszczonów – Grójec – Góra Kalwaria – Kołbiel – Mińsk Mazowiecki – Łochów – Ostrów Mazowiecka |
| Route nationale 51       | Russie – Bezledy – Bartoszyce – Lidzbark Warmiński – Dobre Miasto – Olsztyn – Olsztynek |
| Route nationale 52       | Tchécoslovaquie – Cieszyn – Bielsko-Biała – Kęty – Wadowice – Głogoczów – Kraków – ("Modlniczka" Carrefour) |
| Route nationale 53       | ("Olsztyn Pieczewo" Carrefour) – Szczytno – Rozogi – Myszyniec – Ostrołęka – (Różan) |
| Route nationale 54       | Chruściel – Braniewo – Gronowo – Russie |
| Route nationale 55       | ("Żuławy Wschód" Carrefour) – Malbork – Kwidzyn – Grudziądz – Stolno |
| Route nationale 56       | (Koronowo) – ("Trzeciewiec" Carrefour) |
| Route nationale 57       | Bartoszyce – Biskupiec – Szczytno – Przasnysz – Maków Mazowiecki – Pułtusk |
| Route nationale 58       | Olsztynek – Zgniłocha – Jedwabno – Szczytno – Babięta – Ruciane-Nida – Pisz – Biała Piska – (Szczuczyn) |
| Route nationale 59       | Giżycko – Ryn – Mrągowo – Nawiady – Rozogi |
| Route nationale 60       | (Topola Królewska) – Kutno – Gostynin – Płock – Drobin – Glinojeck – Ciechanów – Maków Mazowiecki – Różan – Ostrów Mazowiecka |
| Route nationale 61       | Warsaw – Jabłonna – Legionowo – Serock – Różan – ("Ostrów Mazowiecka Południe" Carrefour – "Ostrów Mazowiecka Północ" Echangeur) – Łomża – Szczuczyn – Ełk – Raczki – Suwałki – Budzisko – Lithuanie |
| Route nationale 62       | Strzelno – Kobylniki – Radziejów – Brześć Kujawski – Włocławek – Nowy Duninów – Płock – Wyszogród – Nowy Dwór Mazowiecki – Pomiechówek – Serock – Wierzbica (Legionowo) – Wyszków – Łochów – Węgrów – Sokołów Podlaski – Drohiczyn – (Siemiatycze) |
| Route nationale 63       | Russie – Węgorzewo – Giżycko – Pisz – Kolno – Kisielnica – Łomża ("Łomża Południe" Carrefour) – Stare Modzele – Zambrów – Ceranów – Sokołów Podlaski – Siedlce – Łuków – Radzyń Podlaski – Wisznice – Sławatycze – Biélorussie |
| Route nationale 64       | Piątnica Poduchowna – Wizna – Stare Jeżewo |
| Route nationale 65       | Russie – Gołdap – Olecko – Ełk – Grajewo – Mońki – Białystok – Bobrowniki – Biélorussie |
| Route nationale 66       | ("Zambrów Zachód" Carrefour) – (Poryte-Jabłoń) – Zambrów – Wysokie Mazowieckie – Brańsk – Bielsk Podlaski – Kleszczele – Czeremcha – Połowce – Biélorussie |
| Route nationale 67       | (Lipno) – Włocławek |
| Route nationale 68       | Biélorussie – Kukuryki – (Wólka Dobryńska) |
| Route nationale 69       | Bielsko-Biała – Żywiec – Laliki – Zwardoń . |
| Route nationale 70       | Łowicz – Skierniewice – Huta Zawadzka (pl) |
| Route nationale 71       | Stryków – Zgierz – … – ("Pabianice Północ" Carrefour) – Rzgów |
| Route nationale 72       | Konin – Turek – Uniejów – Balin – Łódź – Brzeziny – Rawa Mazowiecka |
| Route nationale 73       | Wiśniówka – Kielce – Morawica – Busko-Zdrój – Szczucin – Dąbrowa Tarnowska – Tarnów – Pilzno – Jasło |
| Route nationale 74       | ("Wieluń" Carrefour) – Wieluń – Bełchatów – Piotrków Trybunalski – Sulejów – Żarnów – Ruda Maleniecka – Kielce – Łagów – Opatów – Ożarów – Annopol – Kraśnik – Janów Lubelski – Frampol – Gorajec-Zastawie– Gorajec-Stara Wieś– Gorajec-Zagroble – Szczebrzeszyn – Zamość – Hrubieszów – Zosin – Ukraine |
| Route nationale 75       | (Kraków) – Niepołomice – ("Targowisko" Carrefour) – Brzesko – Nowy Sącz – Krzyżówka – Tylicz – Muszynka – Slovaquie |
| Route nationale 76       | Wilga – Garwolin – Stoczek Łukowski – (Łuków) |
| Route nationale 77       | Lipnik – Sandomierz – Stalowa Wola – Leżajsk – Tryńcza – Jarosław – Radymno – Przemyśl |
| Route nationale 78       | Tchécoslovaquie – Chałupki – Wodzisław Śląski – Rybnik – Gliwice – Tarnowskie Góry – Świerklaniec – Siewierz – Zawiercie – Szczekociny – Nagłowice – Jędrzejów – Chmielnik |
| Route nationale 79       | Warsaw – Góra Kalwaria – Kozienice – Zwoleń – Sandomierz – Połaniec – Nowe Brzesko – Kraków – Trzebinia – Chrzanów – Jaworzno – Katowice – Chorzów – Bytom Warsaw ("Marynarska" Carrefour – "Warszawa Lotnisko" Echangeur) |
| Route nationale 80       | ("Bydgoszcz Zachód" Carrefour) – Bydgoszcz – Toruń – ("Lubicz" Carrefour) |
| Route nationale 81       | Katowice – Mikołów – Żory – Skoczów |
| Route nationale 82       | ("Lublin Tatary" Carrefour) – Łęczna – Cyców – Włodawa – Biélorussie |
| Route nationale 83       | Turek – Dobra – Sieradz |
| Route nationale 84       | Sanok – Lesko – Ustrzyki Dolne – Krościenko – Ukraine |
| Route nationale 85       | Nowy Dwór Mazowiecki – (Kazuń) |
| Route nationale 86       | Podwarpie ("Podwarpie" Carrefour) – Wojkowice Kościelne – Będzin – Sosnowiec – Katowice – Tychy |
| Route nationale 87       | (Nowy Sącz) – Stary Sącz – Piwniczna-Zdrój – Slovaquie |
| Route nationale 88       | Strzelce Opolskie – ("Strzelce Opolskie" Carrefour) – ("Kleszczów" Carrefour) – Gliwice – Bytom |
| Route nationale 89       | Gdańsk (Traversier de Westerplatte – ) |
| Route nationale 90       | (Jeleń) – (Baldram) () – Korzeniewo – pont sur la Wisła – Jeleń () |
| Route nationale 91       | Gdańsk (port) – Tczew – Świecie – Toruń – Włocławek – Kowal – Krośniewice – ("Emilia" Carrefour) – ("Róża" Echangeur – "Rzgów" Carrefour) – Piotrków Trybunalski – Kamieńsk – Radomsko – Kłomnice – Częstochowa – Koziegłowy – Siewierz – Podwarpie ("Podwarpie" Carrefour) |
| Route nationale 92       | ("Rzepin" Carrefour) – Świebodzin – Pniewy – Poznań – Września – Słupca – Golina – Konin – Kutno – Łowicz – Sochaczew – ("Warszawa Zachód" [sic] Carrefour ) – … – (Zakręt) – Mińsk Mazowiecki – ("Kałuszyn" Carrefour) |
| Route nationale 93       | Allemagne to in Świnoujście |
| Route nationale 94       | ("Zgorzelec" Carrefour) – Bolesławiec – Krzywa – Chojnów – Legnica – Prochowice – Wrocław – Brzeg – Opole – Strzelce Opolskie – Toszek – Pyskowice – Bytom – Będzin – Sosnowiec – Dąbrowa Górnicza – Olkusz – ("Modlniczka" Carrefour) – … – ("Kraków Wieliczka" Carrefour) – Tarnów – Rzeszów – Jarosław – Radymno – Korczowa – 1698R road |
| Route nationale 95       | ("Konstytucji 3 Maja" Carrefour) – ("Grudziądz" Carrefour) |
| Route nationale 96       | ("Turzno" Carrefour) – |
| Route nationale 97       | ("Rzeszów Wschód" Echangeur) – (Rzeszów, Lwowska street) |
| Route nationale 98       | Went from ("Wrocław Psie Pole" Carrefour) – (Wrocław) |

## Voir  aussi